# Hoštice (okres Kroměříž)
Obec Hoštice se nachází v okrese Kroměříž ve Zlínském kraji. Žije zde 160 obyvatel.

## Historie
První písemná zmínka o obci pochází z roku 1141 ve známé listině olomouckého biskupa Jindřicha Zdíka.
V místech zaniklé středověké tvrze byl koncem 17. století postaven jednopatrový barokní zámek. Od roku 1875 Hoštice i zámek vlastnili hrabata Dubští z Třebomyslic. Podél cest od zámku k lesu a od zámku ke dvoru Svárov vedou jírovcové aleje zapsané v seznamu památných stromů okresu Kroměříž.

## Obyvatelstvo

### Struktura
Vývoj počtu obyvatel za celou obec i za jeho jednotlivé části uvádí tabulka níže, ve které se zobrazuje i příslušnost jednotlivých částí k obci či následné odtržení.
| Místní části   | Místní části | 1869 | 1880 | 1890 | 1900 | 1910 | 1921 | 1930 | 1950 | 1961 | 1970 | 1980 | 1991 | 2001 | 2011 |
| -------------- | ------------ | ---- | ---- | ---- | ---- | ---- | ---- | ---- | ---- | ---- | ---- | ---- | ---- | ---- | ---- |
| Počet obyvatel | část Hoštice | 560  | 548  | 554  | 562  | 546  | 539  | 510  | 414  | 417  | 367  | 235  | 214  | 173  | 166  |
| Počet domů     | část Hoštice | 94   | 103  | 112  | 108  | 109  | 107  | 118  | 122  | 114  | 107  | 89   | 118  | 115  | 112  |

## Osobnosti
- Josef Filipec (1915–2001), jazykovědec a lexikograf

## Pamětihodnosti
- Zámek Hoštice
- Kostel svatého Jiljí
- Boží muka

## Galerie

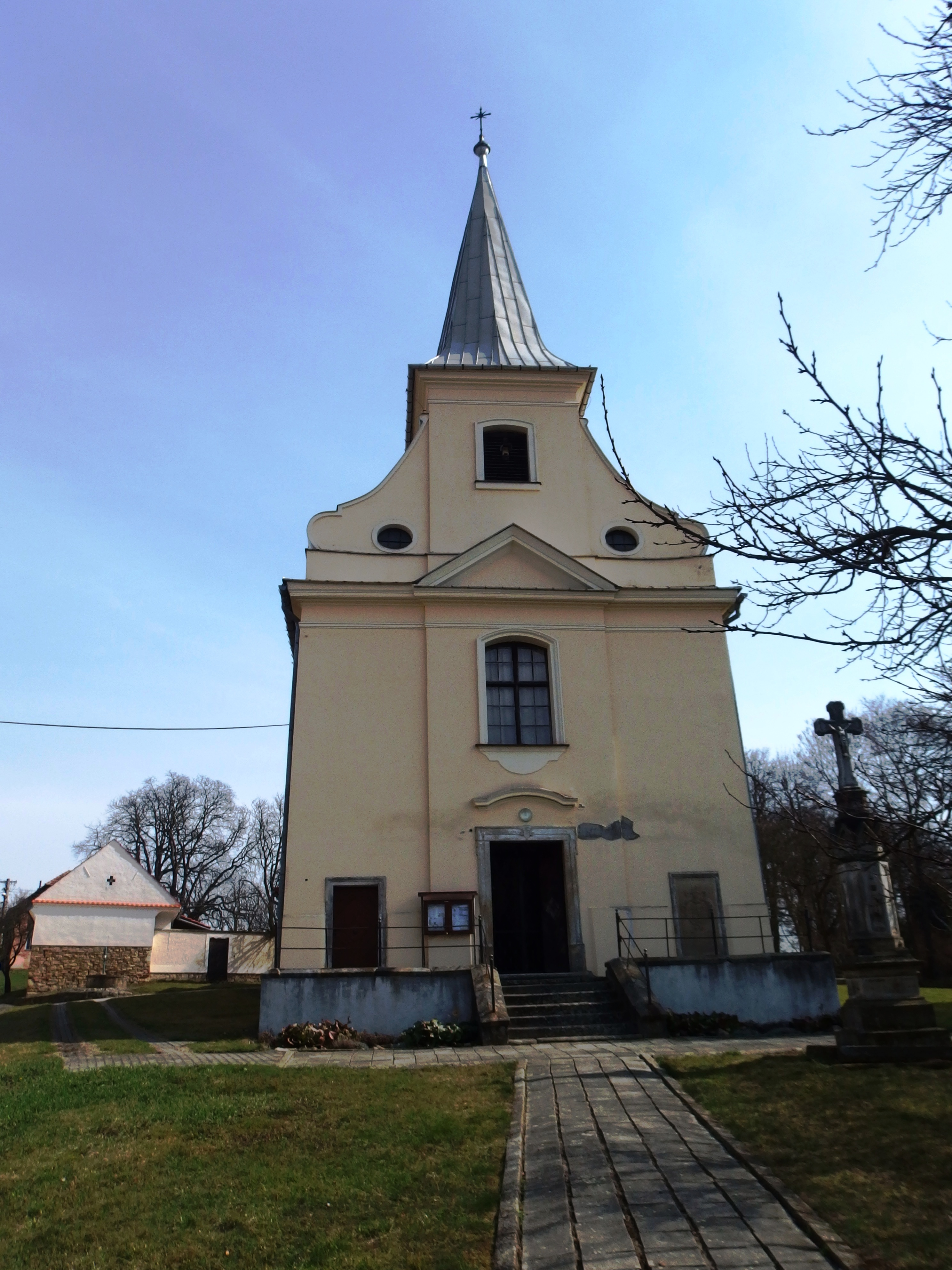
Kostel svatého Jiljí
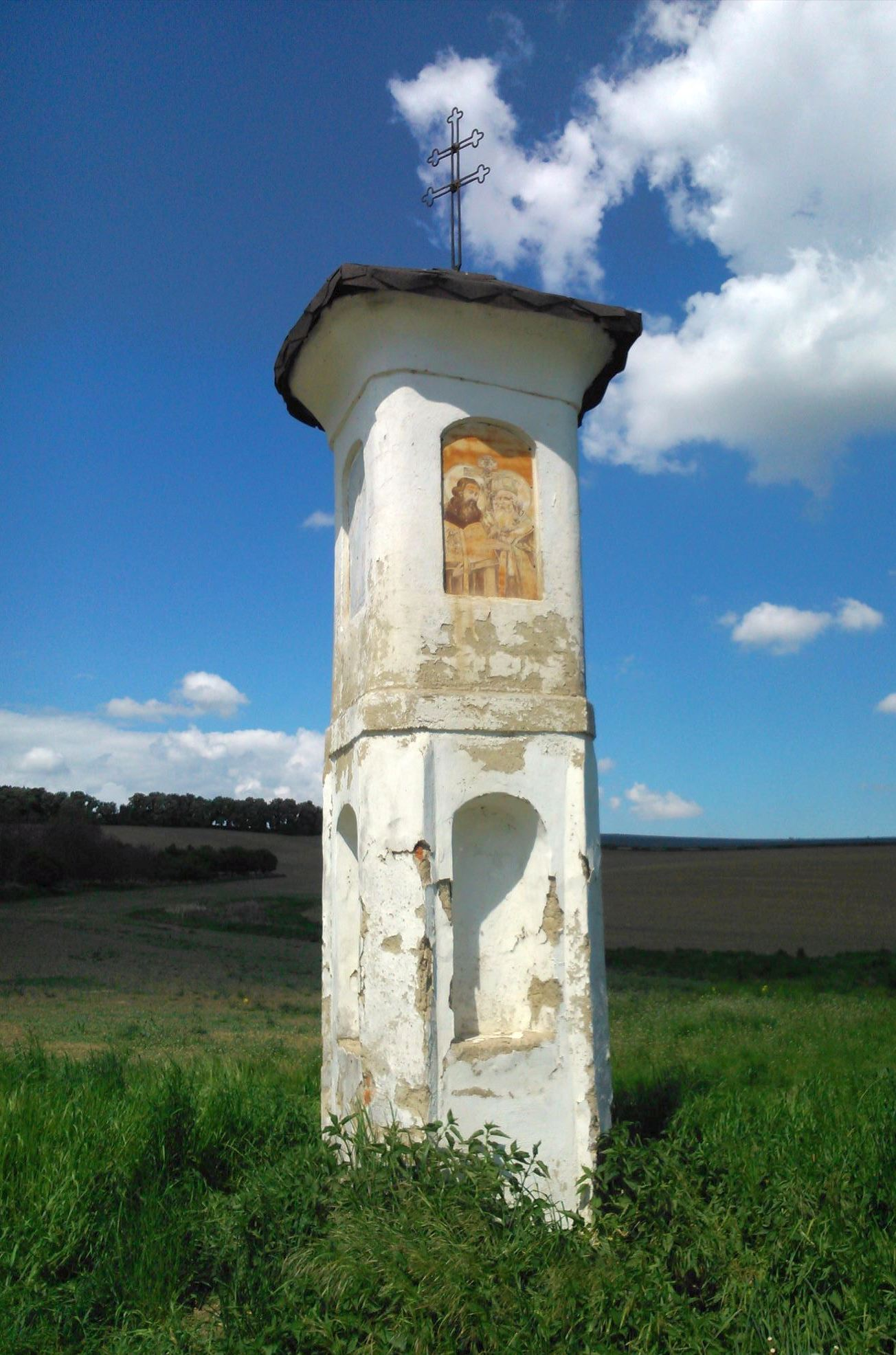
Boží muka
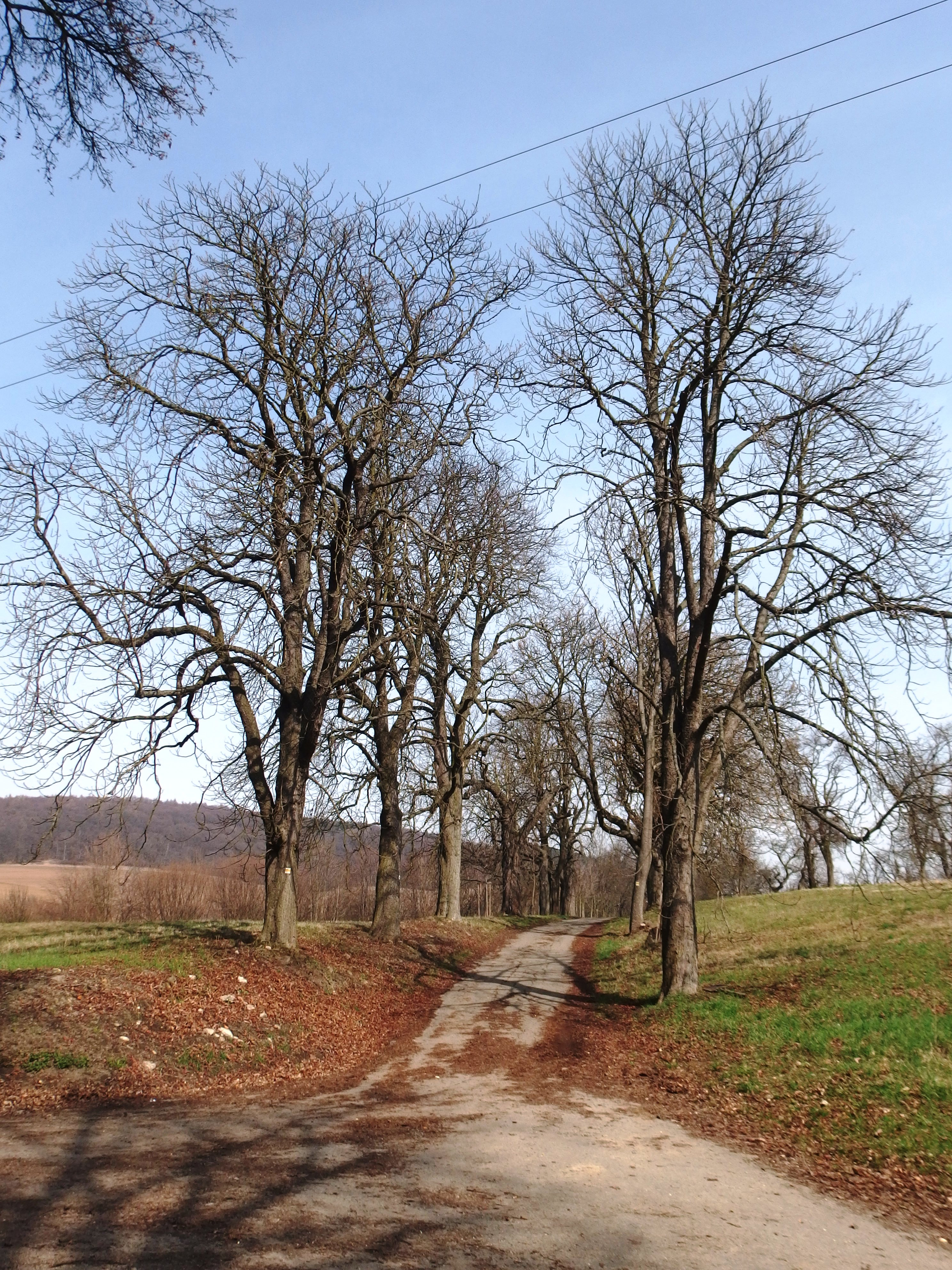
Chráněná jírovcová alej u zámku
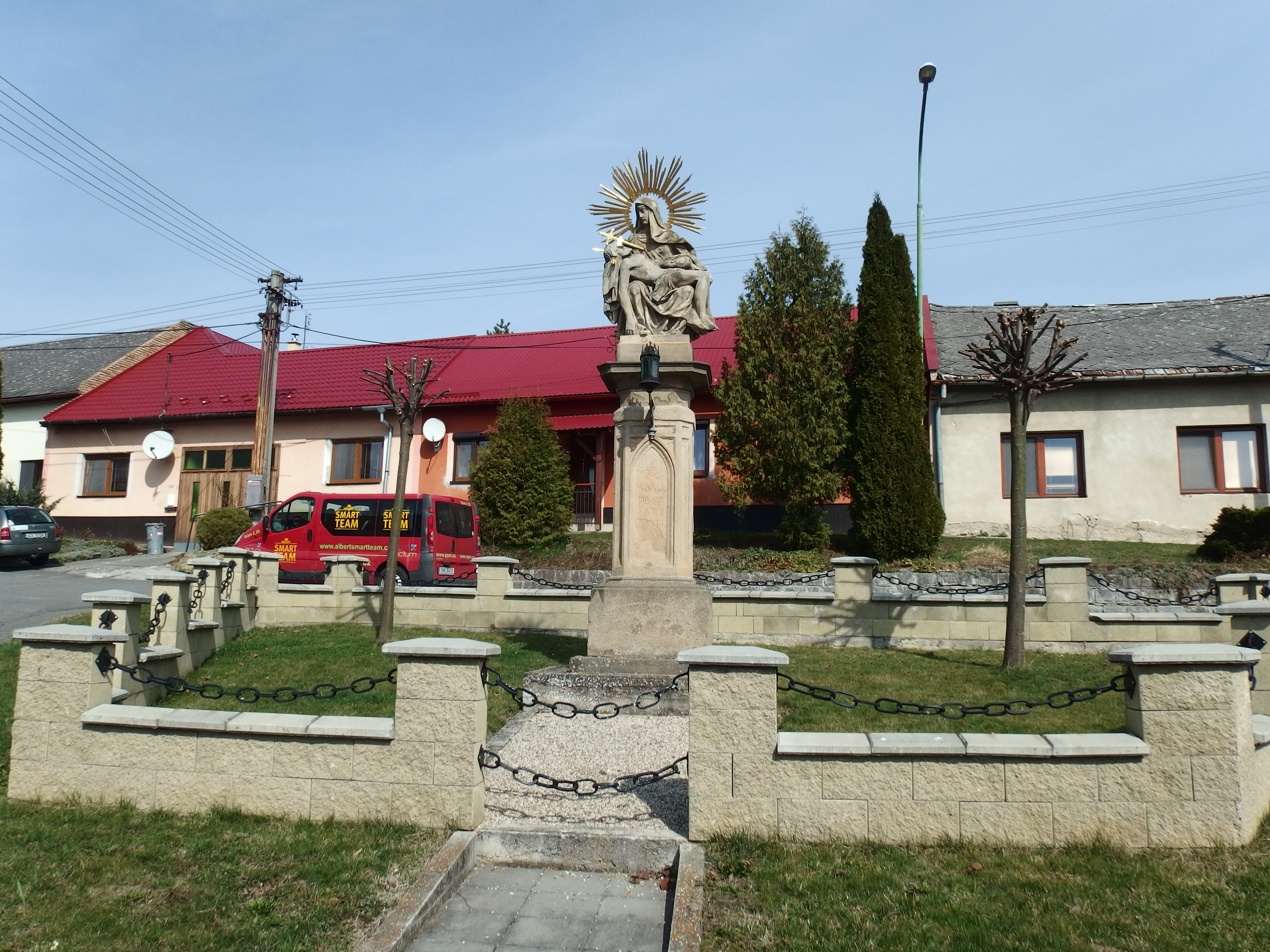
Socha piety
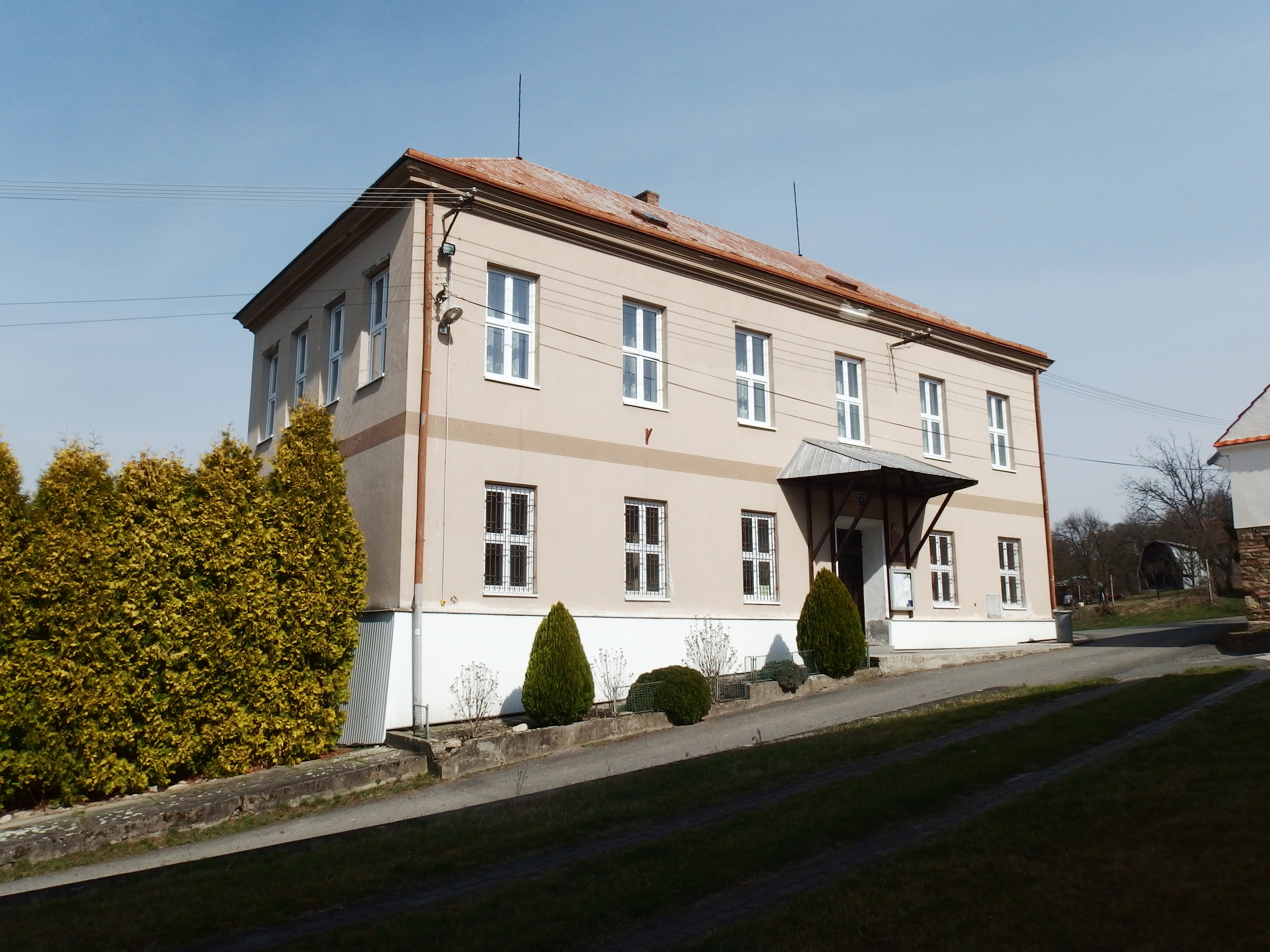
Obecní úřad